# NikitA
«NikitA» — украинская поп-группа, созданная в 2008 году продюсером Юрием Никитиным, генеральным директором музыкальной компании Mamamusic. Первый состав группы: Даша Астафьева (2008—2017), Юлия Кавтарадзе (2008—2011). Анастасия Кумейко пришла на замену Юлии Кавтарадзе в 2011 году из группы «А. Р. М. И. Я», а Юлия Бричковская попала в коллектив после кастинга, проведённого совместно с журналом MAXIM в начале 2012 года, и проработала до истечения контракта, покинув коллектив в январе 2016 года.
Коллектив приобрёл известность во многом благодаря сексуальному имиджу своих участниц, которые неоднократно появлялись в эротических фотосессиях для мужских журналов и снимались в откровенных клипах.

## История группы

### Создание
Идея названия коллектива принадлежит солистке Даше Астафьевой.

Между собой мы называем нашего продюсера именно «Никита». Поэтому мы решили назвать группу в честь Никитина. Сначала Юра был против такого названия, но нам удалось его уговорить.— Даша Астафьева

Изначально я был против названия «NikitA», но потом понял, что в нём есть второй план. Никита — это тайный агент, сильная и сексуальная девушка, но при этом добрая и женственная. Юля и Даша в жизни именно такие. С Дашей Астафьевой я познакомился в 2006 году, предложил ей участвовать в «Фабрике звезд». Она прекрасно прошла её от начала до конца. И после окончания проекта, когда мы создавали группу NikitA, Даша Астафьева была претендентом № 1. Претендентом № 2 — Юля Кавтарадзе, девушка, которая работала в группе «А. Р. М. И. Я.».— Юрий Никитин

### 2008—2017
В 2008 Даша Астафьева и Юля Кавтарадзе участвовали в общенациональной рекламной кампании водки Sobieski.
В 2009 году украинская программа «Шоумания» на Новом канале признала дуэт NikitA «Открытием 2008 года». Первый сингл «Машина» стал одним из самым скачиваемых треков года. В конце 2009 года популярный глянцевый журнал Cosmopolitan назвал солисток группы «NikitA» самыми стильными певицами года и наградил престижной премией. В этом же году группа выпускает свой первый альбом «Машина».
Также 2009 году группа снимает провокационный клип на сингл «Веревки», который становится «визитной карточкой» коллектива и вызывает широкий общественный резонанс. Съемки проходили ночью в подземном паркинге и супермаркете одного из одесских торговых центров. По сценарию видеоклипа девушки в кадре ходят абсолютно голые. Музыкальные телеканалы Украины (в том числе, телеканал М1) присвоили клипу «Веревки» категорию «18+» и поставили в ротацию только в ночное время, что спровоцировало ещё больший интерес к скандальному видео.
В 2009 году вышел ещё один клип, на песню «Солдат».
В июне 2010 года солистки группы выступили на закрытой вечеринке Playboy Хью Хефнера в Лас-Вегасе. В 2010 Даша Астафьева принимала участие в телевизионном проекте «Зірка+Зірка» «1+1» с актёром Игорем Верником. В 2010 году Даша Астафьева сыграла главную роль в одной из короткометражек «Влюбленные в Киев», режиссёром которого стал Артем Семакин.
Так же было выпущено специальное издание альбома «Машина (Special Edition)», который включил в себя две новые песни «Искусаю» и «Бессонница». В поддержку альбома был снят клип на ещё одну из песен — «Королева».
В 2011 году группа удостоилась Премии RU.TV в категории «Самое сексуальное видео» за клип «Верёвки».
До ухода Юлии Кавтарадзе, в 2011 году выходит клип на сингл «Искусаю» с дебютного альбома группы. Позже, в 2012 году (уже после ухода Юлии, но все ещё в рамках первого состава), был выпущен последний клип в поддержку альбома «Машина», на песню «Это чувство».
С 2011 года, вместо покинувшей группу Юлии Кавтарадзе, с Дашей Астафьевой выступает Анастасия Кумейко, которая ранее пела в группе «А. Р. М. И. Я.». У группы в обновленном составе выходит сингл «20:12» и клип на него. В начале 2012 года был объявлен кастинг на место третьей участницы группы. Новой участницей группы стала Юлия Бричковская. Третий состав приступил к работе в мае. В этом же году группа выпускает песню и клип «Avocado» на русском и английском языках.
В 2013 году группа NikitA выпускает провокационный клип на песню «Синее платье». По словам участниц, это был клип-сюрприз, который они сняли втайне от продюсера к его дню рождения. В апреле этого же года группа выпустила новую песню «Игра» на русском и английском языках (англ. «Johnny go!»), на которую впоследствии был снят клип. А в августе этого же года группа выпускает кавер на песню группы НеАнгелы «Я знаю, это ты».
26 февраля 2014 года группа представила новую песню «Химия», а затем и музыкальное видео. 28 апреля этого же года выходит их второй альбом «Хозяин». На одноимённую песню с нового альбома был также снят клип. В поддержку альбома также были выпущены видео на песни «Гонщик» и «Делай». Видео на песню «Делай» позже было удалено с официального канала лейбла на YouTube из-за своей откровенности.
В феврале 2015 года группа представила новый клип «VОДОПАДОМ», который был смонтирован из любительских кадров с телефонов участниц коллектива. В этом же году выходит песня «Вдыхай» и клип на эту песню. А затем и англоязычная версия «Breathe in».
В январе 2016 года по истечении контракта Юлия Бричковская покидает группу. 17 июня выходит новая русско-английская версия песни «Верёвки» «ROPES» и новая версия песни «AVOCADO». Летом этого же года Анастасия Кумейко тоже покидает группу.
С сентября 2016 года группа NIKITA полностью меняет состав и название. Теперь она называется Даша Астафьева & NIKITA. Это танцевальный коллектив
выступающий с Дашей Астафьевой.
1 февраля 2017 выходит новый сингл и клип под названием «Несмелая». Режиссёром видео выступил Алан Бадоев.
25 апреля, на вручении премии XXL MEN’S AWARDS Даша Астафьева объявила о начале сольной карьеры, выступив со своей новой сольной песней (сольный проект в рамках лейбла) «Свадьба». 28 апреля, когда истек контракт, Даша вышла из группы официально, закончив работу с лейблом mamamusic.
Группа NIKITA продолжает существовать. С 28 февраля начался кастинг в группу NIKITA. А пока группа выступает как Даша Астафьева & NIKITA.
28 июня на концерте группы на сцене появилась новая танцовщица. Она заменила покинувшую группу Алису Трембицкую.
Даша Астафьева и Антонина Чумак официально покинули группу. Даша Астафьева организовала свой собственный коллектив D.A.band и начала работу отдельно от лейбла mamamusic. В скором времени должны быть представлены новые участницы группы, но пока, об успехах кастинга мало что известно. По словам Юрия Никитина, кастинг все ещё идет.
«Группа NIKITA теперь будет в абсолютно другом, новом формате. Она сейчас проходит период трансформации…» (Юрий Никитин).
В 2021 году выходят неизданные ранее синглы «Давай, стреляй!», «Эротически болен» записанные в 2011 году и «Beauty saves The World» записанный в 2009 году для участия в отборочном конкурсе для Евровидения 2009.

## Награды и номинации
| Год  | Премия                | Категория                                                          | Результат |
| ---- | --------------------- | ------------------------------------------------------------------ | --------- |
| 2011 | Премия RU.TV          | «Фантастиш (Самое сексуальное видео)» за клип «Верёвки»            | Победа    |
| 2011 | Золотой граммофон     | Статуэтка «Золотого граммофона»                                    | Победа    |
| 2013 | Премия RU.TV          | «Не порно, но задорно (Самое сексуальное видео)» за клип «Авокадо» | Номинация |
| 2015 | Премия RU.TV          | «Не порно, но задорно (Самое сексуальное видео)» за клип «Хозяин»  | Номинация |
| 2017 | Музыкальная Платформа | за песню « Самое главное»                                          | Победа    |
| 2017 | «tochka.net»          | «Лучшая группа года».                                              | Номинация |

## Дискография
| №   | Название                                     | Длительность |
| --- | -------------------------------------------- | ------------ |
| 1.  | «Солдат»                                     | 3:38         |
| 2.  | «Веревки»                                    | 3:32         |
| 3.  | «Полет над землей»                           | 3:14         |
| 4.  | «Буря в пустыне»                             | 4:23         |
| 5.  | «Машина»                                     | 3:34         |
| 6.  | «Зайчик»                                     | 3:20         |
| 7.  | «Французский поцелуй»                        | 3:48         |
| 8.  | «Королева»                                   | 3:28         |
| 9.  | «Ветром»                                     | 3:35         |
| 10. | «Это чувство»                                | 3:11         |
| 11. | «Искусаю» (в специальном издании альбома)    | 3:22         |
| 12. | «Бессонница» (в специальном издании альбома) | 2:45         |

| №   | Название                             | Длительность |
| --- | ------------------------------------ | ------------ |
| 1.  | «Хозяин»                             | 3:39         |
| 2.  | «Горячий»                            | 3:20         |
| 3.  | «Двигайся»                           | 3:03         |
| 4.  | «Делай»                              | 3:03         |
| 5.  | «Химия»                              | 4:10         |
| 6.  | «Авокадо»                            | 3:01         |
| 7.  | «Игра»                               | 3:16         |
| 8.  | «Гонщик»                             | 3:27         |
| 9.  | «Синее платье»                       | 3:21         |
| 10. | «Я знаю, это ты»                     | 3:40         |
| 11. | «Miracle» (feat. Dino & Slick Beats) | 4:21         |

## Синглы
- Машина (2008)
- Искусаю (2011)
- Bite (2011)
- 20:12 (2011)
- My love (2011)
- Avocado (2012)
- Machine (2012)
- Tied down (2012)
- Queen (2012)
- Игра (2013)
- Johnny, Go! (2013)
- Я знаю, это ты (2013)
- Химия (2014)
- Водопадом (2015)
- Вдыхай (2015)
- Breathe in (2016)
- Ropes (2016)
- Видео (feat. Миша Крупин) (2016)
- Несмелая (2017)
- Давай, стреляй! (2021)
- Эротически болен (2021)
- Beauty saves The World (2021)

## Состав
| Период                                  | Состав         | Состав            | Состав           |
| --------------------------------------- | -------------- | ----------------- | ---------------- |
| март 2008— июнь 2011                    | Даша Астафьева | Юлия Кавтарадзе   |                  |
| июнь 2011— июнь 2012                    | Даша Астафьева | Анастасия Кумейко |                  |
| июнь 2012 год — январь 2016 год         | Даша Астафьева | Анастасия Кумейко | Юлия Бричковская |
| январь 2016 года — сентябрь 2016 года   | Даша Астафьева | Анастасия Кумейко |                  |
| сентябрь 2016 года — сентябрь 2017 года | Даша Астафьева | Антонина Чумак    | Алиса Трембицкая |

## Видеография
| Год  | Клип                     | Режиссёр                   | Состав                                              | Альбом                     |
| ---- | ------------------------ | -------------------------- | --------------------------------------------------- | -------------------------- |
| 2008 | «Машина»                 | Александр Филатович        | Даша Астафьева, Юлия Кавтарадзе                     | «Машина»                   |
| 2008 | «Зайчик»                 | Александр Филатович        | Даша Астафьева, Юлия Кавтарадзе                     | «Машина»                   |
| 2009 | «Солдат»                 | Виктор Скуратовский        | Даша Астафьева, Юлия Кавтарадзе                     | «Машина»                   |
| 2009 | «Верёвки»                | Виктор Скуратовский        | Даша Астафьева, Юлия Кавтарадзе                     | «Машина»                   |
| 2010 | «Королева»               | Сергей Ткаченко            | Даша Астафьева, Юлия Кавтарадзе                     | «Машина»                   |
| 2011 | «Искусаю» / «Bite»       | Сергей Ткаченко            | Даша Астафьева, Юлия Кавтарадзе                     | «Машина» (Special Edition) |
| 2011 | «20:12» / «My Love»      | Сергей Ткаченко            | Даша Астафьева, Анастасия Кумейко                   | без альбома                |
| 2012 | «Это чувство»            | Артем Семакин              | Даша Астафьева, Юлия Кавтарадзе                     | «Машина»                   |
| 2012 | «Авокадо» / «Avocado»    | Сергей Ткаченко            | Даша Астафьева, Анастасия Кумейко, Юлия Бричковская | «Хозяин»                   |
| 2013 | «Синее платье»           | Александр Шапиро           | Даша Астафьева, Анастасия Кумейко, Юлия Бричковская | «Хозяин»                   |
| 2013 | «Игра» / «Johnny Go!»    | Олег Борщевский            | Даша Астафьева, Анастасия Кумейко, Юлия Бричковская | «Хозяин»                   |
| 2014 | «Химия» (Rehersal video) | Тарас Воробец              | Даша Астафьева, Анастасия Кумейко, Юлия Бричковская | «Хозяин»                   |
| 2014 | «Гонщик» (Concert video) | Тарас Воробец              | Даша Астафьева, Анастасия Кумейко, Юлия Бричковская | «Хозяин»                   |
| 2014 | «Хозяин»                 | Сергей Ткаченко            | Даша Астафьева, Анастасия Кумейко, Юлия Бричковская | «Хозяин»                   |
| 2015 | «Водопадом»              | Тарас Воробец              | Даша Астафьева, Анастасия Кумейко, Юлия Бричковская | «Водопадом» (Single)       |
| 2015 | «Делай» (Reality video)  | Тарас Воробец              | Даша Астафьева, Анастасия Кумейко, Юлия Бричковская | «Хозяин»                   |
| 2015 | «Вдыхай» / «Breathe In»  | Анна Гурбан, Тарас Воробец | Даша Астафьева, Анастасия Кумейко, Юлия Бричковская | «Вдыхай» (Single)          |
| 2017 | «Несмелая»               | Алан Бадоев                | Даша Астафьева                                      | TBA                        |